# Manuel Álvarez Álvarez
Manuel Álvarez Álvarez (Gijón, Asturias, 1908 - Frente del Ebro, 13 de noviembre de 1938) fue un militar y político español que combatió en la Guerra civil española. Entre los oficiales y hombres bajo su mando fue conocido popularmente como «Manolín».

## Biografía
Gijonés de nacimiento, desde muy joven fue militante del Partido Comunista de España (PCE). En octubre de 1934 participó en la Revolución de Asturias, aunque tras el fracaso de esta marchó a la Unión Soviética durante algún tiempo.
Después del estallido de la Guerra civil en julio de 1936, pasó a combatir junto con las Fuerzas republicanas en la franja cantábrica que permaneció fiel a la República. El 6 de agosto de 1937 pasó a mandar la nueva 184.ª Brigada Mixta (antigua 10.ª Brigada asturiana), participando en las batallas de Santander, Asturias y El Mazuco. Tras el hundimiento del Frente Norte en octubre de 1937, consiguió trasladarse a la zona centro, ya con el rango de Mayor de milicias. En julio de 1938 participó en las primeras operaciones de la Batalla del Ebro al frente de la 42.ª División, que disponía de 3 brigadas mixtas (59.ª, 226.ª, 227.ª). La 226.ª Brigada Mixta tuvo una destacada actuación en la zona norte de la ofensiva republicana cerca de Mequinenza, logrando conquistar sin bajas la elevación de «Els Auts» y capturar una batería de artillería al completo. Pero poco después la brigada quedaría deshecha en la Bolsa de Fayón-Mequinenza. Tras este fracaso, la división fue reconstruida en Ascó y volvió a participar activamente durante el resto de la batalla. El 13 de noviembre el Mayor Álvarez falleció alcanzado por un obús de la artillería enemiga en las cercanías de Ascó y la Venta de Camposines.
Tras su muerte fue propuesto para la concesión de la Placa Laureada de Madrid a título póstumo.